# Яготово
Яготово (рос. Яготово) — присілок у Большереченському районі Омської області Російської Федерації.
Орган місцевого самоврядування — Почекуєвське сільське поселення. Населення становить 170 осіб.

## Історія
Згідно із законом від 30 липня 2004 року органом місцевого самоврядування є Почекуєвське сільське поселення.

## Населення
| 1926 | 2002 | 2010 |
| ---- | ---- | ---- |
| 396  | ↘223 | ↘170 |